# Sam Ruben
Samuel Ruben (tên khai sinh là Charles Rubenstein, 5.11.1913 – 28.9.1943), là nhà hóa học người Mỹ, nổi tiếng vì đã phát hiện ra đồng vị cacbon-14 cùng với Martin Kamen.

## Cuộc đời và sự nghiệp
Ông là con của Herschel và Frieda Penn Rubenstein – tên được chính thức rút gọn thành Ruben năm 1930. Thời trẻ Sam chơi với người bạn láng giềng Jack Dempsey và tham gia câu lạc bộ quyền Anh địa phương của các chàng trai. Sau đó gia đình ông di chuyển tới cư ngụ ở Berkeley, ông học trung học ở trường trung học Berkeley và trở thành cầu thủ bóng rổ xuất sắc của trường. Sau khi tốt nghiệp trung học, ông vào học ở Đại học California tại Berkeley, đậu bằng cử nhân hóa học, rồi bằng tiến sĩ hóa lý trong tháng 5 năm 1938. Ông lập tức được bổ nhiệm làm trợ giáo ở Phân khoa Hóa học của trường này, rồi trở thành giáo sư phụ tá năm 1941.
Sam làm việc chung người bạn đồng liêu Martin Kamen - một tiến sĩ xuất thân từ Đại học Chicago và là nhà nghiên cứu hóa học cùng vật lý hạt nhân - ở Phòng thí nghiệm quốc gia Lawrence Berkeley, dưới sự hướng dẫn của Ernest O. Lawrence, để làm sáng tỏ đường di chuyển của carbon trong việc quang hợp bằng cách đưa thêm chất đồng vị phóng xạ Carbon-11 (11CO2) (đồng vị nhân tạo của carbon) chóng tan vào trong nhiều thí nghiệm của họ từ năm 1938 tới 1942.
Được giúp đỡ từ các khái niệm và sự hợp tác của C. B. van Niel ở Hopkins Marine Station (Trạm thí nghiệm sinh học biển Hopkins) của Đại học Stanford, họ đã hiểu rõ rằng việc giảm khí CO2 có thể xảy ra trong bóng tối và có thể liên quan đến quá trình tương tự như các hệ thống của vi khuẩn. Điều giải thích này đã đặt ra sự nghi ngờ về thuyết quang hợp giảm CO2 hấp thu vào chất diệp lục của Adolf von Baeyer đã tồn tại từ hàng thế kỷ, và đã khiến cho nỗ lực tìm kiếm fomanđêhít của Richard Willstätter, A. Stoll, cùng nhiều người khác trong nhiều thập kỷ bị uổng công.
Trong hàng trăm thí nghiệm với Cacbon-11 được tạo ra từ deuteri và Bo-10 bởi Martin Kamen trong máy gia tốc 37-inches của Phòng thí nghiệm bức xạ Berkeley, Ruben và Kamen - với các cộng tác viên các ngành thực vật học, vi sinh học, sinh lý học và hóa học hữu cơ – đã theo dõi đường di chuyển của cacbon dioxide trong cây cối, tảo, và vi khuẩn. Kết quả mà họ tìm thấy, bị lẫn lộn bởi sự hấp thu bã có chứa protein của các sản phẩm, ban đầu đã thất bại trong việc phát hiện đường di chuyển của cacbon trong quá trình quang hợp nhưng đã thành công trong sự khích lệ các nhà khoa học trên toàn thế giới quan tâm đến việc tìm kiếm và phát hiện quá trình trao đổi chất, bắt đầumột cuộc cách mạng trong ngành hóa sinh và y học.
Các thí nghiệm của Ruben bằng cách sử dụng nước nặng, H2O18, để mang lại khí 18O2 đã chỉ ra rằng khí oxy được tạo ra trong quá trình quang hợp đến từ nước. Với dự đoán mong manh của các nhà vật lý hạt nhân về một "đồng vị phóng xạ cácbon" tồn tại lâu, Ruben và Kamen đã theo đuổi một số cách làm có thể dẫn đến việc xác định được đồng vị Cacbon-14.
Sau một số cố gắng bị thất bại, Martin Kamen đã tập hợp những kết quả của máy gia tốc bắn phá than chì trong 120 giờ và mang chúng lê bước đi trong mưa tới "Rat House," nằm kế cận cả Phân khoa hóa học và máy gia tốc, cùng bàn giấy của Sam Ruben. Lúc 8 giờ sáng ngày 27.2.1940, Sam Ruben đã chứng minh rõ ràng tính phóng xạ này là từ Cacbon-14.
Năng lượng yếu của Cacbon-14 làm cho việc đo lường chậm chạp quá lâu, đến nỗi không có những thí nghiệm nguyên tử đánh dấu ở Cacbon-14 nào được làm, cho tới năm 1942 khi Sam Ruben đưa mọi bari cacbonat-C14 của mình cho nhà hóa học trẻ Andrew Benson thuộc ban giảng huấn của Phân khoa hóa học, người đã bắt đầu hàng loạt thí nghiệm lâu dài cố định 14CO2 để xác định đường di chuyển của cacbon trong việc quang hợp. Chỉ mãi tới năm 1949, nhà hóa học Willard Libby mới sử dụng nó để phát minh ra phương pháp xác định niên đại bằng cacbon-14.
Việc tuyển dụng Ruben để nghiên cứu trong nỗ lực thời thế chiến thứ hai đã khiến ông quan tâm đến cơ chế của Phosgene (COCl2) như là một khí độc. Với phosgene C-11 (11COCl2) do Andrew Benson chế tạo, họ đã nghiên cứu sự kết hợp của Phosgene với protein phổi. Tháng 7 năm 1943 Benson thuyên chuyển đi nơi khác.

## Từ trần
Ruben đã qua đời ngày 28.9.1943 sau khi bị phơi bày tai hại trước Phosgene trong một tai nạn ở phòng thí nghiệm ngày hôm trước.

## Gia đình
Sam Ruben kết hôn với Helena Collins West, một bạn sinh viên hóa học, ngày 28.9.1935, trong học kỳ chót của ông trước khi thi bằng cử nhân ở Đại học California tại Berkeley. Họ có ba người con: Dana West Ruben (sinh ngày 11.11.1938), George Collins Ruben (sinh ngày 29.4.1941), và Connie Mae Ruben Fatt (sinh ngày 18.6.1943).